# Moi-nous-Boccioni
Moi-nous-Boccioni (en italien : Io-noi-Boccioni) est un autoportrait photographique multiple réalisé en 1907 à Milan par l’artiste italien Umberto Boccioni grâce à un photomontage.
Boccioni rejoint le futurisme en 1910.

## Description & analyse
- Si vous ne connaissez pas le sujet, laissez ce bandeau (vous pouvez alors contacter les auteurs).
- Si vous supprimez le contenu mis en cause (vous pouvez préalablement contacter les auteurs),

argumentez précisément cette suppression dans la page de discussion
(un manque de référence n'est pas un argument ; une recherche réelle de référence doit avoir été effectuée, être formellement documentée).
Ce photomontage en noir et blanc est un autoportrait de Boccioni. Cinq photographies de lui-même en costume sombre et cravate, prises selon différents angles de vue, sont réunies en une seule image. Ces cinq personnages sont disposés en cercle autour d'un espace vide, chacun avec le visage tourné vers son centre, aucun ne faisant face au spectateur (un lui tourne le dos).
Les corps sont figés et inexpressifs, tels des statues. Leur disposition rappelle un peu les travaux d'Étienne-Jules Marey, où plusieurs images d'une seule personne apparaissent ainsi dans une seule photographie : il décompose pour mieux comprendre le mouvement. Boccioni se décompose pour mieux qu’on comprenne son processus de réflexion.
Les mots « io » et « noi » sont inscrits en lettres manuscrites dans les marges de la photographie : io (moi) au milieu de la marge supérieure, noi (nous) au milieu de la marge droite. La signature « Boccioni » (parfois peu visible sur les reproductions) barre largement le centre de la photo.